# ويليام روز (لاعب كرة قدم)
ويليام روز (بالإنجليزية: William Rose)‏ (4 مارس 1861 بلندن في المملكة المتحدة - 4 فبراير 1937) هو لاعب كرة قدم بريطاني (وحمل سابقاً جنسية المملكة المتحدة لبريطانيا العظمى وأيرلندا) في مركز حراسة المرمى. شارك مع منتخب إنجلترا لكرة القدم. أما مع النوادي، فقد لعب مع برمنغهام سيتي وبريستون نورث إيند وستوك سيتي وسويندون تاون ووولفرهامبتون واندررز وLoughborough F.C. ‏ وSwifts F.C. ‏.

## وصلات خارجية
- ويليام روز على موقع قاعدة بيانات كرة القدم.إي يو (الإنجليزية)
- ويليام روز على موقع ناشيونال فوتبول تيمز (الإنجليزية)